# Саут Лид Хил (Арканзас)
Саут Лид Хил (енгл. South Lead Hill) град је у америчкој савезној држави Арканзас.

## Демографија
По попису из 2010. године број становника је 102, што је 14 (15,9%) становника више него 2000. године.
| Група             | 2000.      | 2010.       |
| Белци             | 81 (92,0%) | 101 (99,0%) |
| Афроамериканци    | 0 (0,0%)   | 0 (0,0%)    |
| Азијати           | 0 (0,0%)   | 0 (0,0%)    |
| Хиспаноамериканци | 1 (1,1%)   | 1 (1,0%)    |
| Укупно            | 88         | 102         |